# Life in a Day (Simple Minds)
Life in a Day è il primo album del gruppo musicale britannico Simple Minds, pubblicato il 1 aprile 1979.

## Tracce
Testi e musiche di Kerr, Burchill.
1. Someone – 3:40
2. Life In A Day – 4:00
3. Sad Affair – 2:45
4. All For You – 2:50
5. Pleasantly Disturbed – 8:00
6. No Cure – 3:38
7. Chelsea Girl – 4:33
8. Wasteland – 3:44
9. Destiny – 3:36
10. Murder Story – 6:18

## Formazione
- Jim Kerr - voce
- Charlie Burchill - chitarra, violino, voce
- Derek Forbes - basso, voce
- Brian McGee - batteria, percussioni, voce
- Michael MacNeil - tastiere, voce